# Nanatsu no Maken ga Shihai Suru
Nanatsu no Maken ga Shihai Suru (七つの魔剣が支配する?), también conocida como Reign of the Seven Spellblades en inglés, es una serie de novelas ligeras japonesas escritas por Bokuto Uno e ilustradas por Miyuki Ruria. ASCII Media Works ha publicado la serie desde septiembre de 2018 bajo su sello Dengeki Bunko. Una adaptación a manga ilustrada por Sakae Esuno ha sido serializado en la revista de manga shōnen Monthly Shōnen Ace de Kadokawa Shoten desde mayo de 2019. Una adaptación de la serie al anime de J.C.Staff se estrenó en julio de 2023.

## Trama
La primavera en la Academia Mágica Kimberly trae una nueva promoción de estudiantes de primer año. Entre la promoción de este año se encuentra Oliver Horn, un chico con una misión que arde en su pecho. Su objetivo es vengarse de los miembros de la facultad de Kimberly que asesinaron brutalmente a su madre, sin embargo, cuando conoce a una chica samurái de la lejana nación de Yamatsu, Oliver se ve atrapado entre su misión y su curiosidad por la chica samurái, Nanao Hibiya. Junto a ella, Oliver conoce a varios otros estudiantes de los que rápidamente se hace amigo, sin embargo, ¿serán estas amistades perjudiciales para la venganza de Oliver? Más importante aún, como se le anunció a él y al resto de los de primer año durante la ceremonia de entrada, la Academia Kimberly nunca ha visto un año escolar sin la muerte de un solo estudiante. ¿Podrán Oliver y sus amigos sobrevivir a estos siete años de infierno?

## Personajes

### Rosas Espada
Oliver Horn (オリバー・ホーン Oribā Hōn?)
 Seiyū: Atsushi Tamaru
Un mago experto en todos los oficios e hijo de "Two Blade" Chloe Halford, Oliver es una persona con los pies en la tierra y una cabeza nivelada. Siempre trata de buscar conclusiones amistosas en las peleas, pero puede levantar su varita y athame si no tiene otra opción que hacerlo. Su verdadero propósito para asistir a Kimberly es asesinar a los miembros de la facultad de Kimberly que participaron en la muerte de su madre. Oliver heredó de su madre el cuarto hechizo, "Angustavia", que le otorga la capacidad de revertir la causalidad, eligiendo el resultado deseado de su ataque antes de realizar las acciones necesarias para alcanzarlo. Sin embargo, esta técnica tiene un alto costo en su cuerpo, hasta el punto de que puede morir si la usa tres veces seguidas. Junto a sus amigos, forma un grupo llamado "Sword Roses".
Nanao Hibiya (ナナオ・ヒビヤ Hibiya Nanao?)
 Seiyū: Yuka Nukui
Proveniente de Tourikueisen en el lejano país de Yamatsu, Nanao es un samurái a quien Theodore McFarlane le ofreció una segunda oportunidad en la vida. Ella asiste a Kimberly a instancias de él y encuentra un nuevo propósito en la vida al cruzar espadas con Oliver. Nanao eventualmente aprende una nueva espada mágica que le da la capacidad de atacar instantáneamente desde la distancia, superando los límites del espacio y el tiempo. Ella desarrolla sentimientos por Oliver.
Katie Aalto (カティ・アールト Kati Āruto?)
 Seiyū: Hitomi Ōwada
Hija de conocidos defensores de los derechos civiles de los demi-humanos. Su apoyo entusiasta en ese tema la pone en conflicto con los maestros y algunos otros estudiantes. A igual que Nanao, Katie se enamora de Oliver.
Michela McFarlane (ミシェーラ・マクファーレン Mishēra Makufāren?)
 Seiyū: Misuzu Yamada
La hija de Theodore McFarlane y una semi-elfa. Tiene rizos en su cabello rubio, que es un rasgo familiar. Desde que asistió por primera vez a la Academia de Magia Kimberly, forma un fuerte vínculo con Sword Roses, a menudo sirviendo como la voz de la razón del grupo. Sin que ella lo sepa, tiene una media hermana llamada Stacy Cornwallis.
Pete Reston (ピート・レストン Pīto Resuton?)
 Seiyū: Riho Sugiyama
Es un mago nacido en una familia no mágica e ingresó a Kimberly después de obtener una buena calificación en su difícil examen de ingreso. Usa su athame en su mano izquierda. Por lo general, se le puede encontrar leyendo un libro. Se revela después que Pete es un Reversi, el cual hace que a veces cambie involuntariamente entre su cuerpo masculino original y un cuerpo femenino.
Guy Greenwood (ガイ・グリーンウッド Gai Gurīn'uddo?)
 Seiyū: Shinsuke Sugawara
Viene de una familia de granjeros, por lo que no tiene ningún problema en usar criaturas mágicas solo por sus partes útiles.

### Estudiantes de primer año
Richard Andrews (リチャード・アンドリューズ Richādo Andoryūzu?)
 Seiyū: Shōya Chiba
Amigo de la infancia de Michela, Richard proviene de la familia Andrews, un linaje mágico de igual importancia que los McFarlane y, como resultado, ha sido comparado constantemente con Michela. Esto culmina con el deterioro de su relación, especialmente con la incorporación de Oliver a la escena. Rápidamente desarrolla una rivalidad con Oliver, pero luego se le hace comprender cuán estrecha era su visión del mundo.
Tullio Rossi (トゥリオ＝ロッシ Turio Rosshi?)
 Seiyū: Daichi Kanbara
Es un estudiante de la Academia de Magia Kimberly y compañero de clase de los Sword Roses. Ytallian de nacimiento, Rossi aprendió a manejar la espada por sí mismo ignorando los fundamentos por aversión a los tres estilos estándar de las principales Artes de Espada. Es un lobo solitario con pocos amigos, aunque se acerca a los demás sin miedo y actúa de manera amistosa. Considera a Oliver un rival y competidor, inicialmente por celos del protagonismo de Oliver después de los conflictos con Garuda y Vera Miligan. Aunque perdió ante Oliver en un duelo, no parece guardar rencor por ello. Respeta la fuerza de Nanao y Oliver, aunque todavía se burla de Oliver coqueteando con Nanao.
Stacy Cornwallis (ステイシー＝コーンウォリス Suteishī Kōnworisu?)
 Seiyū: Kaori Maeda
Es una estudiante de la Academia de Magia Kimberly y compañera de clase de los Sword Roses. Stacy nació en la familia Cornwallis, una rama de la familia McFarlane. Debido a una antigua costumbre entre las familias mágicas de "compartir" linajes para transmitir talentos mágicos dentro de familias numerosas y extensas para garantizar que existiera un heredero poderoso en caso de que el original muriera o no pudiera heredar el legado familiar, Theodore McFarlane había dejado embarazada a Lady Cornwallis, pero no pudo tener nada que ver con la niña resultante, Stacy. Stacy desconoció su verdadero linaje hasta los diez años. Para entonces, había superado la habilidad y el talento de los hijos biológicos de Cornwallis, lo que le valió el desprecio de su padre adoptivo. Cuando se dio cuenta de la verdad, la autoestima de Stacy quedó ligada a demostrar que era mejor que Michela, la verdadera heredera. Si podía vencerla, estaba segura de que Theodore McFarlane la reconocería y validaría sus esfuerzos.
Fay Willock (フェイ＝ウィロック Fei Wirokku?)
 Seiyū: Tatsumaru Tachibana
Es un estudiante de la Academia de Magia Kimberly y compañero de clase de los Sword Roses. Fay es un hombre lobo acogido por Stacy Cornwallis y que actúa como su asistente. Cuando se expone a la luz de la luna llena (incluida la luz de la luna artificial, como la hecha con Luna Plena), Fay se transforma en un hombre lobo de pelaje negro, de más de seis pies de altura. Esta forma le da un pelaje mucho más duro que la piel humana, capacidades regenerativas más rápidas y pérdida del habla y la destreza de las manos (y, por lo tanto, de la capacidad de lanzar hechizos).
Joseph Albright (ジョセフ＝オルブライト Josefu Oruburaito?)
 Seiyū: Makoto Furukawa
Es un estudiante de la Academia de Magia Kimberly y compañero de clase de los Sword Roses. Un niño arrogante nacido en la militarista familia Albright, cuyos principio es nunca perder cualquier duelo. Joseph ingresa al Laberinto junto con Stacy y Fay para desafiar a Nanao, pero acaba enfrentándose contra Oliver. Tras perder ante Oliver, Joseph contó ante todos su pasado, donde había experimentado su primera derrota en una partida de ajedrez, lo que hizo enojar a su padre, quien lo golpeó severamente y le hizo entender lo que significaba ser un Albright. Al terminar, Joseph lanza un hechizo y convoca abejas aguijones. Se sube a su escoba y explica que debe asegurarse de que su pérdida en un duelo nunca ocurrió. Les dice que se rindan y que borrará sus recuerdos. Sin embargo, si se niegan, utilizará las abejas. Los Sword Roses consiguen inmovilizar y matar a las abejas usando un incienso, mientras que Nanao derrota a Joseph. Al caer al suelo siente que su pérdida fue excelente y por fin puede disfrutarla.

### Estudiantes de último año
Ophelia Salvadori (オフィーリア・サルヴァドーリ Ofīria Saruvadōri?)
 Seiyū: Ai Kayano
Fue una estudiante de cuarto año en la Academia de Magia Kimberly. Ophelia nació en la familia Salvadori, que desciende de súcubos y practica magia basada en el sexo con el objetivo de crear un ser más perfecto al tener hijos con aquellos que muestran un talento superior. Ophelia heredó un rasgo de súcubo, conocido como Perfume, que infundía una lujuria abrumadora en cualquier hombre que se le acercara. Ophelia no pudo controlar la técnica, lo que provocó que las feromonas que producía la rodearan continuamente. Debido a esto, Ophelia sufría de insinuaciones sexuales no deseadas por parte de cualquiera excepto de su familia. Ella se hizo amiga de Carlos Whitrow, quien no se vio afectado por su perfume debido a su naturaleza como Castrato. Al ingresar a la Academia, conoció a Alvin Godfrey de quien se enamora por su resistencia al Perfume. Después de una pelea con unos miembros de Campus Watch, se mudó a su taller en el Laberinto y comenzó a vivir allí a tiempo completo. Trabajó en su investigación y se hizo conocida como una persona peligrosa para encontrarse en el Laberinto. Aunque sus antiguos amigos intentaron acercarse a ella, Ophelia se negó a tener nada que ver con ellos y rechazó todos los intentos. Publicó la tesis ''A Study of Rapid Development from Interbreeding Krakens and Scyllas'', que Oliver Horn consideró bastante bien escrita. En su cuarto año, Ophelia se encontró con los estudiantes de primer año Oliver Horn, Pete Reston y Michela McFarlane cuando entraron accidentalmente en el Laberinto. Después de perfeccionar su oficio de mago, fue "consumida por el hechizo" y murió junto a su amigo de la infancia Carlos Whitrow.
Carlos Whitrow (カルロス・ウィットロウ Karurosu Wittorō?)
 Seiyū: Kazutomi Yamamoto
Fue un estudiante de quinto año en la Academia de Magia Kimberly. Un joven andrógino con una hermosa voz. A pesar de haber nacido como varón, Carlos se convirtió en Castrato (castrado mágicamente) para volverse inmune al Perfume de Ophelia Salvadori y poder servir como su cuidador. Cuando el dúo se matriculó en Kimberly, se hicieron amigos de Alvin Godfrey y cofundaron Kimberly Campus Watch con él. Una severa pelea con Ophelia más tarde inspiró a Carlos a fundar un club para apoyar a los estudiantes con magias relacionadas con el género y el sexo como la de ella. Murió junto a su amiga Ophelia al ser "consumido por el hechizo".
Alvin Godfrey (アルヴィン・ゴッドフレイ Aruvin Goddofurei?)
 Seiyū: Satoshi Hino
Conocido como "Purgatorio" por sus compañeros de último año, Alvin es un estudiante de quinto año y se desempeña como el actual presidente del cuerpo estudiantil de Kimberly. Su increíble poder de fuego es la razón principal por la que es capaz de mantener a raya a sus compañeros de clase superior y es su gran fuerza la que le permite realizar lentamente su sueño de disminuir la cantidad de pérdidas de vidas inútiles que Kimberly sufre anualmente. Es amigo cercano de Carlos y Ophelia.
Vera Miligan (ヴェラ・ミリガン Vera Mirigan?)
 Seiyū: Ai Kakuma
Una estudiante de cuarto año que apoya los derechos civiles de los semihumanos, a su manera inusual. Su cabello cubre su único ojo izquierdo. Sus padres le habían trasplantado el ojo maldito de un basilisco cuando era joven. Aunque sabía que tenía un 90 por ciento de probabilidades de morir, y todavía lo llamaba "amor". Por lo tanto, mostró su amor por los demi-humanos de la misma manera. Creyendo que los resultados de su investigación finalmente los salvarían, nunca se inmutó ante los innumerables sacrificios. Luchó contra Oliver y sus amigos por Katie, pero desde entonces se ha interesado por el grupo.
Cyrus Rivermoore (サイラス・リヴァーモア Sairasu Rivāmoa?)
 Seiyū: Atsushi Imaruoka
Es un estudiante de quinto año en la Academia de Magia Kimberly. Un nigromante que controla los huesos de los muertos. Es Igual de peligroso que Ophelia.

### Facultad
Esmeralda Kimberly (エスメラルダ Esumeraruda?)
 Seiyū: Atsuko Tanaka
Es la directora de la Academia de Magia Kimberly. Su fama, e infamia, se extendió mucho más allá de las fronteras de la Unión. Esmeralda es una persona fría e indiferente. No tiene reparos en decirles a sus alumnos que pueden morir durante su educación en Kimberly. Ella no muestra ninguna preocupación por la seguridad de los estudiantes de la escuela, todo lo contrario, no tiene nada en contra de su muerte, siempre y cuando resulte fructífera para el desarrollo de la magia. Ella fue una de los siete magos que torturaron y asesinaron a Chloe Halford hace siete años. Debido a ello, Oliver Horn busca vengarse de ella.
Theodore McFarlane (セオドア・マクファーレーン Seodor Makufārēn?)/Lord McFarlane (マクファーレーンドノ Makufārēn-dono?)
Es instructor en la Academia de Magia Kimberly y el padre de Michela McFarlane. Theodore McFarlane es el jefe de la noble casa de McFarlane, una de las cinco familias más antiguas de Yelgland, y se encuentra entre la élite del Mundo Mágico. Es bien conocido por los diarios de viaje que escribe, que son populares incluso entre personas no mágicas.
Luther Garland (ルーサー・ガーランド Rūsā Gārando?)
 Seiyū: Kazuyuki Okitsu
Es instructor en la Academia de Magia Kimberly, donde enseña el arte de la espada. Es un profesor muy cariñoso y siempre no está interesado en entrometerse en los asuntos de sus alumnos. Elogia a sus alumnos cuando es necesario y habla con ellos cortésmente.
Darius Grenville (ダリウス・グレンヴィル Dariusu Gurenviru?)
 Seiyū: Hiroki Tōchi
Fue un conocido instructor de alquimia de la Academia de Magia Kimberly. Darius piensa muy bien de sí mismo. Desprecia a sus alumnos y no duda en hacérselo saber, a menudo hablando muy mal de aquellos que no le gustan. A Darius le encanta usar el hechizo Dolor con sus alumnos. Según él, es el mago espadachín más hábil de la academia. Es famoso por robar resultados de investigación de los estudiantes más brillantes y presentarlos como sus teorías. Hace siete años, Darius fue uno de los siete magos que torturaron y asesinaron a Chloe Halford. Luego del incidente con Vera Miligan, Darius reconoce las habilidades de Oliver y lo lleva al laberinto, ofreciéndole ser su protegido. Luego fue detenido y torturado rápidamente por Oliver con Dolor después de revelarle que es el hijo de Chloe. Finamente es ejecutado por Oliver ante la presencia de sus primos y seguidores.
Vanessa Aldiss (バネッサ＝オールディス Banessa Ōrudisu?)
Es instructora en la Academia de Magia Kimberly y una de los magos que mataron a Chloe Halford en el pasado. En Kimberly, la simple palabra "tirano" se refiere a ella. Una persona que encarna a la perfección la idea de una dieta violenta, bárbara, débil y fuerte.
Frances Gilchrist (フランシス・ギルクリスト Furanshisu Girukurisuto?)
Es instructora en la Academia de Magia Kimberly y una de los magos que mataron a Chloe Halford en el pasado. Gilchrist es la  miembro más longevo del personal de la Academia Kimberly. Imparte clases de ortografía. Ella desdeña Athames. En su opinión, las varitas son suficientes para cualquier mago decente. Aunque no critica a los otros maestros por usarlos, sí comenta su decepción cuando cada año llegan nuevos estudiantes a su salón de clases con ellos.
Enrico Forghieri (エンリコ＝フェルギェーリ Enriko Ferugyēri?)
 Seiyū: Hōchū Ōtsuka
Es instructor en la Academia de Magia Kimberly y uno de los magos que mataron a Chloe Halford en el pasado. Es maestro de ingeniería mágica que realiza solo tareas irrazonables bajo la premisa de lesiones graves. Fue maestro de Chloe Halford y un cazador gnóstico que trabajaba junto a ella hasta que la traicionó.
Demitrio Aristides (デメトリオ＝アリステイディス Demetorio Arisutidisu?)
Es instructor en la Academia de Magia Kimberly y uno de los magos que mataron a Chloe Halford en el pasado.
Baldia Muwezicamili (バルディア＝ムウェジカミィリ Barudia Muuejikamyiri?)
Es instructora en la Academia de Magia Kimberly y una de los magos que mataron a Chloe Halford en el pasado. Cuando era niña, le infligieron una maldición que le impide envejecer. Desde entonces, innumerables maldiciones han sido colocadas sobre ella. Ella enseña maldiciones en la academia.

### Otros personajes
Chloe Halford (クロエ＝ハルフォード Kuroe Harufōdo?)
 Seiyū: Yūka Terasaki
La difunta madre de Oliver Horn y una maga, la cual fue considerada por muchos como uno de los mejores cazadores gnósticos y magos guerreros del mundo. Ella fue la portadora de la cuarta espada mágica, "Hilos que cruzan el abismo (Angstavia)" que le permitía ver el futuro como un número innumerable de "hilos", uno de los cuales garantiza la victoria del usuario. A pesar de ser una cazadora gnóstica, ella deseaba una sociedad donde los humanos y demi-humanos convivieran pacíficamente. Sin embargo, esto hizo que sus antiguos camaradas Esmeralda, Darius Grenville, Vanessa Aldiss, Frances Gilchrist, Enrico Forghieri, Demitrio Aristides y Baldia Muwezicamili conspiraran contra ella y éstos la torturaron y asesinaron para evitar que impulsara sus ideales y cambiara potencialmente la sociedad.

## Contenido de la obra

### Novela ligera
La serie de novelas ligeras está escrita por Bokuto Uno e ilustrada por Ruria Miyuki. ASCII Media Works publicó el primer volumen bajo su sello Dengeki Bunko el 7 de septiembre de 2018. Hasta la fecha se han publicado trece volúmenes, más un volumen precuela titulado Side of Fire: Chronicle of Purgatory. La serie de novelas ligeras está licenciada en Norteamérica por Yen Press.

#### Lista de volúmenes
| Volúmenes de novelas ligeras publicadas | Volúmenes de novelas ligeras publicadas | Volúmenes de novelas ligeras publicadas |
| Número                                  | Fecha de lanzamiento                    | ISBN                                    |
| --------------------------------------- | --------------------------------------- | --------------------------------------- |
| 1                                       | 7 de septiembre de 2018                 | ISBN 978-4-04-893964-5                  |
| 2                                       | 10 de enero de 2019                     | ISBN 978-4-04-912261-9                  |
| 3                                       | 10 de mayo de 2019                      | ISBN 978-4-04-912513-9                  |
| 4                                       | 10 de octubre de 2019                   | ISBN 978-4-04-912789-8                  |
| 5                                       | 7 de febrero de 2020                    | ISBN 978-4-04-913072-0                  |
| 6                                       | 10 de julio de 2020                     | ISBN 978-4-04-913255-7                  |
| 7                                       | 10 de junio de 2021                     | ISBN 978-4-04-913530-5                  |
| 8                                       | 10 de septiembre de 2021                | ISBN 978-4-04-913934-1                  |
| 9                                       | 10 de marzo de 2022                     | ISBN 978-4-04-914213-6                  |
| 10                                      | 9 de septiembre de 2022                 | ISBN 978-4-04-914531-1                  |
| 11                                      | 10 de marzo de 2023                     | ISBN 978-4-04-914934-0                  |
| SF                                      | 10 de marzo de 2023                     | ISBN 978-4-04-914935-7                  |
| 12                                      | 7 de julio de 2023                      | ISBN 978-4-04-915077-3                  |
| 13                                      | 8 de diciembre de 2023                  | ISBN 978-4-04-915276-0                  |

### Manga
Una adaptación a manga, ilustrada por Sakae Esuno, comenzó su serialización en la revista de manga shōnen Monthly Shōnen Ace de Kadokawa Shoten el 25 de mayo de 2019. Sus capítulos individuales ha sido recopilados en ocho volúmenes tankōbon hasta la fecha. La serie de manga también está licenciada en Norteamérica por Yen Press.

#### Lista de volúmenes
| Volúmenes de manga publicados | Volúmenes de manga publicados | Volúmenes de manga publicados |
| Número                        | Fecha de lanzamiento          | ISBN                          |
| ----------------------------- | ----------------------------- | ----------------------------- |
| 1                             | 10 de octubre de 2019         | ISBN 978-4-04-108775-6        |
| 2                             | 25 de abril de 2020           | ISBN 978-4-04-109446-4        |
| 3                             | 26 de octubre de 2020         | ISBN 978-4-04-109447-1        |
| 4                             | 26 de mayo de 2021            | ISBN 978-4-04-111372-1        |
| 5                             | 25 de diciembre de 2021       | ISBN 978-4-04-112028-6        |
| 6                             | 26 de septiembre de 2022      | ISBN 978-4-04-112556-4        |
| 7                             | 26 de junio de 2023           | ISBN 978-4-04-113826-7        |
| 8                             | 26 de febrero de 2024         | ISBN 978-4-04-114674-3        |

### Anime
Se anunció una adaptación de la serie al anime durante el evento "Dengeki Bunko Winter Festival 2021" transmitido en vivo el 11 de diciembre de 2021. La serie está producida por J.C.Staff y dirigida por Masato Matsune, con guiones supervisados por Shōgo Yasukawa, diseños de personajes a cargo de Sōta Suwa y música compuesta por Kujira Yumemi. La serie se estrenó el 8 de julio de 2023 en Tokyo MX y BS11. El tema de apertura es «Kenka» (剣花?), interpretado por Kujira Yumemi junto a Mimizuku y Fukurō, mientras que el tema de cierre es «Aimu» (アイム?), interpretado por Yumemi junto a Tsumugishachi. Crunchyroll obtuvo la licencia de la serie fuera de Asia.

## Recepción
La serie de novelas ligeras ocupó el primer lugar en 2020 en la Kono Light Novel ga Sugoi! de Takarajimasha, en la categoría bunkobon.